# Digitaltåg
Digitaltåg kallas styrning av modelljärnväg med digital utrustning.
På marknaden finns flera olika system för detta, men alla har en gemensam grundstruktur. Grundprincipen är att man till spåret (och andra enheter som växlar och signaler) matar ut en fyrkantvåg som växlar mellan typiskt + 20 V och - 20 V. Längden på pulserna varierar, och på så sätt kodas signaler till tåg och annat. Alla tåg får samma kraft och signal, men i signalen ingår kommandon till de olika tågen så de vet vilket håll de ska köra, med vilken fart och så vidare. Detta medger samtidig körning av flera förare, och flera tåg, på samma segment av modelljärnvägen. Det öppnar också för användningen av flera funktioner även i tågen, exempelvis ljus och ljud, eller rörliga detaljer som kranar, koppel eller strömavtagare.
Signalen kan likaväl användas för att styra växlar och signaler; detta förenklar då framför allt kabeldragning. Och i den mån man kopplar in automatik för styrning, exempelvis via dator, blir detta en förutsättning för att kunna ändra växellägen.

## Komponenter
En elektrisk modelljärnväg får alltid sin kraft genom en eller flera transformatorer, vilka transformerar hushållselen (230 V) till cirka 16 V. Denna matas till en centralenhet. Har man flera transformatorer kan dessa användas till belysning med mera, eller till så kallade boostrar, för att möjliggöra körning av flera tåg.

### Körenhet
Finns i flera utföranden; integrerat i centralenheten, fast monterat, flyttbart med sladd, eller via IR eller radio. Enheten kan ha knappar eller relativt realistiska manöverpaneler för lok. Dator kan givetvis användas. Vidare finns enheter för att ställa växlar och signaler manuellt eller automatiskt.

### Systembuss
Systembussen kallas den anslutning som förbinder alla körenheter och övriga styrenheter med centralenheten. I stora system kan valet av systembuss vara viktigt, näst efter valet av rälsprotokoll, eftersom byte av systembuss medför att alla enheter kanske måste kasseras. Några vanliga sådana är:

#### LocoNet
Digitrax äger protokollet, men har sen länge publicerat det för allmän användning. Av de större tillverkarna är det framför allt Uhlenbrock som använder samma standard, men även mer hobbymässiga enheter finns, liksom direktkopplingar till dator.

#### eXpressNet
Lenz har sedan länge använt detta, och har sedermera även publicerat protokollet. Används dock bara för enheter som tillverkats av Lenz, det vill säga bland annat Rocos.

#### Märklin I2C
Det första protokollet, som knöt ihop enheterna i Märklin digital. I2C är egentligen ett Philips-protokoll, men innehåller specas av Märklin och är inte publicerat.

#### Märklin/systems
Ett CAN-buss protokoll som används i Märklins nästa generation. Även detta är stängt för användning.

#### Trix SX/Systems
Trix digitalsystem Selectrix har använt detta protokoll i alla år; med Trix/systems-generationen verkar det få en renässans.

### Centralenhet
Varje digitalsystem har en centralenhet som samordnar signaler från olika körkontroller, blandar den med kraft från transformatorn, och matar ut resultatet till spåret och andra enheter.

### Booster
Centralenheten brukar innehålla en booster som blandar kraft från transformatorn med den signal som skall sändas ut med hjälp av rälsprotokollet. Varje krets har en strömbegränsning på typiskt 3 A, för att säkerställa att utrustning inte förstörs vid till exempel urspårningar. På riktigt stora anläggningar med många samtidiga strömförbrukare måste rälsen sektioneras och matas av var sin transformator och booster. Dessa boostrar synkroniseras dock med centralenheten så att signalen de sänder ut är lika. På så sätt kan tåg utan hinder köra över sektionsgränserna.

### Rälsprotokoll
Detta beskriver utseendet på den signal som finns på räls, och till eventuella växlar, signaler med mera. Val av rälsprotokoll är absolut viktigast, eftersom alla tåg och boostrar måste vara överens om denna signal. Dock finns det många dekodrar och även boostrar som idag klarar blandade protokoll, så bilden är något rörig. Här beskrivs först de rena protokollen.

#### DCC
Digital Command Control är en äkta standard definierad av amerikanska NMRA, och implementerad av i stort sett alla tillverkare utom Märklin. Inom ramen för standarden finns en mängd olika ambitionsnivåer, och standarden tillåter ytterligare framtida utvidgningar.
På senare tid har det i protokollet införts möjligheter för tåg att sända information tillbaka till centralen, men detta är inte särskilt spritt.

#### Märklin Motorola
Det första protokollet som designades av Lenz på Märklins uppdrag. Man använde Motorolas IC-kretsar, designade för IR-tillämpningar för detta, därav namnet. Det första protokollet tillät 256 växeladresser, 80 lokadresser, 1+4 funktioner, 14 körsteg, och körriktningsomkoppling, men inte absolut körriktningsbestämning. Märklin har efterhand infört egendesignade kretsar så man fått ner storleken, och gjort lite tillägg i protokollet, så att till exempel riktningen kan bestämmas absolut. Detta kallas ibland "Motorola II", men "utvidgad Motorola" eller "Märklin II" är mer relevanta beteckningar.

#### Märklin mfx
Till Märklin/systems har införts ett nytt protokoll vid sidan av Motorola. Detta har inte begränsningarna från Motorola, och tillåter framför allt sändning av information från tåg till central. På sätt blir det mycket enklare att komma igång; ett nytt lok ställer man bara på spåret så anmäler det själv till centralen vad det är och kan.

#### Trix Selectrix
Trix protokoll, lite enklare och nättare. Användningen minskar.

#### Fleischmann FMZ
Fleischmanns äldre system, som bara finns kvar av kompatibilitetsskäl.

#### Blandningar
Det förekommer centraler som blandar
- Motorola och mfx
- DCC och Motorola
- DCC och Selectrix
- DCC, FMZ och Selectrix
- DCC, Motorola och Selectrix

Multiprotokolldekodrar finns som förutom analogkörning förstår
- Motorola och DCC
- Motorola och mfx
- DCC och Selectrix
- DCC och FMZ

### Dekoder
Dekoder kallas den enhet som monteras i loken, och likaså ansluts mellan växlar och boostern. Dekodern är inställd på en adress som den ska lyssna på, och kan också ha en mängd andra värden som den ska ta hänsyn till. Signaler från boostern analyseras. Om de har rätt adress uppfattas ordern, till exempel "Kör med hastighet 3", "Sätt på funktion ", och dekodern matar ut lämplig spänning på någon av sina utgångar.  Viktigast är förstås utgången för motorn; avancerade dekodrar har här en återkoppling som gör att dekodern kan mäta rotationshastigheten, och därmed kompensera för till exempel uppförsbackar automatiskt. Mjukstart och -stopp är också standard. Ljudkretsar kan kopplas in som också följer med i lokets hastighet.

## Historik
Rent teoretiskt kan Märklins växelströmsystem betraktas som en föregångare till digitalsystemen. Dekodern utgjordes då av riktningrelät och kunde bara hålla reda på vilken riktning tåget körde, och inte dess hastighet, men tillät även vissa funktioner som till exempel fjärrstyrt koppel. Signalen var också mycket enkel, en puls på 24 V för att välja nästa tillstånd.
Det första kommersiella digitalsystemet utvecklades av Lenz, och såldes av Märklin omkring 1984. Med dagens mått var det ganska klumpiga styrenheter, ryckig gång på tågen, begränsade funktioner och utrymmeskrävande dekodrar. Detta var inte något större problem i de tämligen rymliga Märklinloken, där ju dessutom det gamla riktningsreläet ej längre behövdes.
Alla grundkomponenter fanns ändå mycket tidigt, som:
- (stationär) körenhet för lok
- keyboard, för att ställa växlar och signaler
- datorinterface, via serieinterface kopplingsbar till datorn.
- memory, automatisering av serier av växelomställning, s.k. växelgator.
- återkoppling via en så kallad s88 buss; möjliggör att ett tågs passage antingen känns av Memory eller av dator.
- modul för bildställverk.

Tidigt gjorde Lenz även ett protokoll för Märklin skala 1. Det var detta som sedermera utvecklades till DCC, vilket från början slog i USA. I Europa dök upp protokoll som Selectrix och FMZ, men så småningom har även här DCC blivit det verkliga alternativet till Märklins protokoll.
Märklin har gjort mindre justeringar efter hand; mycket bättre gång på lok, mjuk inbromsning vid signaler genom att mata bromssträckor med DC (också det en Lenz-uppfinning), IR-handenheter, och fler funktioner i dekodrarna.
Om DCC var den andra stationen för digitalrallaren, kan Uhlenbrocks Intellibox sägas vara symbol för den tredje. Det är en avancerad produkt som förvisso inte köps av särskilt många nybörjare. Det största värdet är kanske att den visar på möjligheterna att koppla ihop enheter från olika tillverkare. Den har anslutningar för Märklins enheter, och alla enheter som passar på LocoNet. Rocos första "Lokmus" kan anslutas, och boostrar från till exempel Lenz. Via konverteringsmoduler kan även andra enheter anslutas. Marknaden börjar mogna och köparna får mer för sina pengar.
Den fjärde stationen: Märklin lanserade 20 år efter sitt Märklin Digital ett nytt koncept "Märklin/systems". Ett par nyheter finns, som större bildskärmar på styrenheterna, och att dekodrar registrerar sig själva när de används. I övrigt är det många som tycker att detta till och med är ett steg tillbaka i utvecklingen.
Idag kan ganska många lok utrustas med avancerat ljud, mycket tack vare ESU Loksound. Det finns numera även bättre system för återkoppling till centralenheten om ett loks position med mera. Denna återkoppling kan ske antingen genom IR-teknik, transponders, eller via tillbakasignalering på rälsspänningen.